# Кругляковский сельский совет Харьковской области
Кругляковский сельский совет — входит в состав Купянского района Харьковской области Украины.
Административный центр сельского совета находится в селе Кругляковка.

## История
- 1991 — дата образования.

## Населённые пункты совета
- село Кругляковка

### Ликвидированные населённые пункты
- село Ревуче